# Glenea pseudoindiana
Glenea pseudoindiana é uma espécie de escaravelho da família Cerambycidae. Foi descrita por Lin e Yang em 2009.